# Amaurose Congênita de Leber
A Amaurose Congênita de Leber (ACL) também conhecida como síndrome de Leber , é uma doença degenerativa hereditária rara que leva a disfunção da retina numa idade precoce. Ela provoca alterações graduais na atividade elétrica retina gerando perda grave da visão desde o nascimento e outros problemas oculares, como sensibilidade à luz ou ceratocone.  A ACL foi descrita pela primeira vez por Theodor Leber no século XIX e afeta cerca de 1 em 40.000 recém-nascidos.. Não deve ser confundida com a neuropatia óptica hereditária de Leber, que é uma doença diferente também descrita por Leber. 

## Tratamento
Uma forma de ACL foi tratada com sucesso com terapia genética em 2008. Outra terapia genética para LCA é Luxturna (voretigene neparvovec-rzyl), onde o agente introduz uma cópia correta do gene afetado. Luxturna é aprovado para o tratamento específico da forma causada pela mutação do gene 65 do epitélio pigmentar da retina (RPE65).

## Epidemiologia
A Amaurose Congênita de Leber representa um total de 5% de todas as retinopatias, afetando, aproximadamente, 4,5 milhões de pessoas em todo o mundo. Além disso, estudos apontam que 10 a 20% das crianças que frequentam escolas para cegos possuem essa doença. 